# Peñamellera Baja
Peñamellera Baja – gmina w Hiszpanii, w prowincji Asturia, w Asturii, o powierzchni 83,85 km². W 2011 roku gmina liczyła 1317 mieszkańców.